# Alineamiento de Vilarinha
La alineación de Vilarinha es un conjunto de cuatro menhires, ubicados en la parroquia de São Bartolomeu de Messines, en el municipio de Silves, en la región del Algarve, en Portugal.

## Historia y descripción
El monumento consta de cuatro menhires colocados en lo alto de pequeñas colinas formando una escalinata, todas parte de la colina de Vilarinha, al sur de la colina de Monterosso y al oeste de la colina de Gralheira, en las cercanías de la pueblo de Amorosa. Fueron colocados de tal manera que crearan una línea de noreste a sureste, en una organización que sugiere una función social o religiosa. Esta disposición se considera rara, siendo probablemente el único ejemplar en el contexto del Barlovento algarveño. Fueron tallados en arenisca roja, conocida como gres de Silves habiéndose registrado la presencia de afloramientos de este material a corta distancia, lo que pudo haber sido el origen de los menhires.
Este conjunto forma parte del Circuito Arqueológico de Vilarinha, que también incluye las necrópolis de Pedreirinha, Forneca y Carrasqueira. En las inmediaciones hay otro menhir, conocido como Vale Fuzeiros o Horta de Baixo, que no forma parte del Alineamiento de Vilarinha, pero que tiene algunas similitudes con estos menhires, en cuanto a morfología y decoración.
Los menhires del alineamiento de Vilarinha probablemente fueron construidos por los primeros habitantes de la región, en un período comprendido entre 5500 y 3000 años antes de Cristo. El menhir 2 fue descubierto en 1988, caído. Posteriormente fue objeto de estudios arqueológicos de Mário Varela Gomes, habiendo notado la ausencia de estructuras de soporte en el sitio en el que se encontraba, dedujo que la posición original estaba en la cima de un cerro cercano. En 1994 se encontraron los Menhires 1 y 3, ambos a unos 250 m del segundo monumento, ambos fuera de su lugar original.

### Menhir 1
Este menhir tiene forma subcilíndrica y mide aproximadamente 2,10 m de alto por 0,74 m de ancho y 0,70 m de espesor, siguiendo dos ejes ortogonales. Se encuentra a unos 178 m de altitud. Presenta una decoración diversificada, con círculos, líneas, serpentinas, cazoletas y un disco. El menhir se habría erigido entre el 5500 y el 3000 a.d. C., teniendo en cuenta que el investigador Mário Varela Gomes propone que los elementos decorativos habrían sido elaborados en distintas épocas entre la segunda mitad del IV milenio y el II milenio a.d. C., durante la Edad del Bronce. Fue catalogado como Monumento de Interés Municipal el 15 de junio de 2016.
Ubicación: 37°14′55.1″N 8°20′16.3″O / 37.248639, -8.337861

### Menhir 2
El segundo menhir se encuentra a medio kilómetro del anterior, hacia el oeste, a una altitud de 148 m. Tiene una morfología ovoide aplanada, de 1,76 m de altura, 0,70 m de anchura y 0,52 m de espesor, según los ejes ortogonales. Cuenta con varios elementos decorativos, que incluyen grandes serpientes con cabezas ovaladas y líneas onduladas, formando cinco o seis amplias curvas cerca de los bordes. Probablemente se construyó entre la segunda mitad del sexto milenio y la primera mitad del quinto milenio antes de Cristo. También está catalogado como Monumento de Interés Municipal, mediante noticia pública emitida por el Ayuntamiento de Silves el 4 de julio de 2016
Ubicación: 37°14′47.8″N 8°20′29.6″O / 37.246611, -8.341556

### Menhir 3
El tercer monumento es de forma ovoide, que originalmente era más alargado, pero debido a los efectos del clima perdió alrededor de un tercio de su volumen. Tiene 2,47 m de altura, 0,95 m en su punto más ancho y 0,51 m de espesor, y está situado a unos 120 m de altitud. Destaca de entre los otros menhires por la complejidad de su decoración, con veintidós elementos, como cordones serpentinos, cazoletas, bastones, hachas, armas arrojadizas y líneas. Según Mário Varela Gomes, la decoración también se habrá elaborado en diferentes fases, desde el Neolítico Antiguo hasta el Calcolítico. También destacan algunos vestigios de abujardado y trabajos de pulido.
Ubicación: 37°14′43.1″N 8°20′39.3″O / 37.245306, -8.344250

### Menhir 5
El cuarto menhir del alineamiento se conoce como Vilarinha 5 y tiene forma de ovoide con sección ovalada, sin elementos decorativos. También fue descubierto durante las investigaciones de Mário Varela Gomes, que lo descubrió punto caído y fragmentado.
Ubicación: 37°14′26.4″N 8°21′03.4″O / 37.240667, -8.350944

## Imágenes
|                      |
| Menir da Vilarinha 1 |

|                      |
| Menir da Vilarinha 2 |

|                      |
| Menir da Vilarinha 3 |

|                      |
| Menir da Vilarinha 5 |